# Allée du Droit de Magdebourg
L' allée du Droit de Magdebourg (en ukrainien : Алея Магдебурзького права) est une rue du centre de Kiev.

## Situation et accès
Elle sépare le Parc municipal du parc Khrechtchaty pour aboutir au pont des amoureux.

## Origine du nom
Elle porte le nom de Droit de Magdebourg, de nombreuses fois attribué à des villes aujourd'hui en Ukraine.